# 高加力縣
高加力縣為緬甸克倫邦下轄的一个縣，其區域面積為9,610.9平方公里，2014年人口475,191人。該縣下辖1个镇区。高加力為該縣首府。

## 行政区划
高加力縣下辖1个镇区：
- 高加力镇区（Kawkareik Township）

## 外部連結
- "Dooplaya under the SPDC" Karen Human Rights Group